# Oradour-Fanais

Oradour-Fanais este o comună în departamentul Charente, Franța. În 1 ianuarie 2022 avea o populație de 341 de locuitori.